# Crucianella maritima
Crucianella maritima (L.) és una planta herbàcia pertanyent a la família de les rubiàcies. Es distribueix per la regió mediterrània occidental, a Espanya prolifera a les Illes Balears, País Valencià i Andalusia. Forma part de comunitats de camèfits en arenals marítims. Floreix a la primavera i l'estiu. Aquesta és una planta estrictament psammòfila, que colonitza la part central de les dunes darrere de la comunitat d'Ammophila arenaria, formant una comunitat llenyosa baixa i oberta. Com totes les rubiàcies presents a la Península Ibèrica té les fulles verticilades, però les té tan aplicades unes sobre les altres que aquest caràcter no és fàcil de percebre. Les flors són de color groc. El seu nombre cromosòmic és 2n=22.